# Ferdinand Ghesquière
Pour les articles homonymes, voir Ghesquière.
Ferdinand Ghesquière, né le 1er mars 1933 à Ostende et mort le 1er mars 2021 dans la même ville,, est un homme politique belge flamand, membre du CD&V. Il était chef d'entreprise.

## Distinctions
- Chevalier de l'Ordre de Léopold.
- Consul d'Autriche.

## Fonctions politiques
- Ancien conseiller communal d'Ostende.
- Sénateur du 23 décembre 1987 au 24 novembre 1991.
- Député fédéral :
  - du 13 octobre 1985 au 13 décembre 1987,
  - du 24 novembre 1991 au 5 mai 1999.